# Vysoká škola báňská – Technická univerzita Ostrava
Vysoká škola báňská – Technická univerzita Ostrava (VŠB-TUO) navazuje na činnost Báňské akademie (pozdější Vysoké školy báňské) v Příbrami, která byla v roce 1945 přesunuta z Příbrami do Ostravy. VŠB-TUO propojuje technické, ekonomické, přírodovědné a umělecké obory v moderních studijních programech, reagujících na skutečné problémy současnosti. Rektorem je od 1. září 2017 prof. RNDr. Václav Snášel, CSc. 

## Historie

### Báňská akademie v Příbrami
Vznik školy spadá do poloviny 19. století, kdy vyvrcholily dlouholeté snahy o zřízení učiliště, které by sloužilo k výchově báňských odborníků. Montánní učiliště v Příbrami (Montan-Lehranstalt in Příbram) bylo zřízeno na základě císařského dekretu z 23. ledna 1849 a první studijní ročník byl slavnostně zahájen 10. listopadu téhož roku. Od doby založení bylo možné na škole studovat dva kurzy, a to hornický nebo hutnický. V roce 1865 přijala škola název Báňská akademie v Příbrami (Bergakademie in Příbram). Přestože soukromé horní závody vysokoškolské vzdělání v báňských oborech podceňovaly, jeho význam se v důsledku stále častějších důlních katastrof zdůrazňoval. 
Rozhodnutím z 27. prosince 1894 byla báňská akademie postavena na roveň vysokým školám. Podle statutu z roku 1895 za vedení akademie, stejně jako na ostatních vysokých školách, odpovídal rektor volený členy profesorského sboru. Profesoři příbramské báňské akademie tak byli zrovnoprávněni s profesory vysokých škol technických, avšak k jejímu dobudování jako plnoprávné vysoké školy došlo až na základě nového statutu vydaného v roce 1904, který byl společný pro báňské akademie v Leobenu a Příbrami. Nově vydaná legislativa změnila také název Báňské akademie v Příbrami na Vysoká škola báňská v Příbrami (Montanistische Hochschule in Příbram).

### Mezi světovými válkami
Významným mezníkem pro další vývoj školy bylo vyhlášení samostatného Československa v roce 1918 a zavedení českého vyučovacího jazyka o rok později. Mezi nejzávažnějšími otázkami, kterými se již od 20. let 20. století zabývali všichni rektoři, bylo prosazení požadavku na přeložení VŠB z Příbrami jako samostatné vysoké školy do Prahy, k čemuž ovšem během celého prvorepublikového období nedošlo. Přesto VŠB v Příbrami získala v tomto období v systému vysokoškolského technického vzdělávání významné postavení a podstatným způsobem přispěla k rozvoji vědeckého poznání nejen v tradičních báňských oborech, ale také v oblastech strojnictví, elektrotechniky a přírodních věd. Uzavřením českých vysokých škol v listopadu 1939 skončila etapa VŠB v jejím příbramském období, a to právě v době, kdy se připravovala na oslavy 90. výročí svého vzniku.

### Přeložení do Ostravy, vývoj do roku 1989

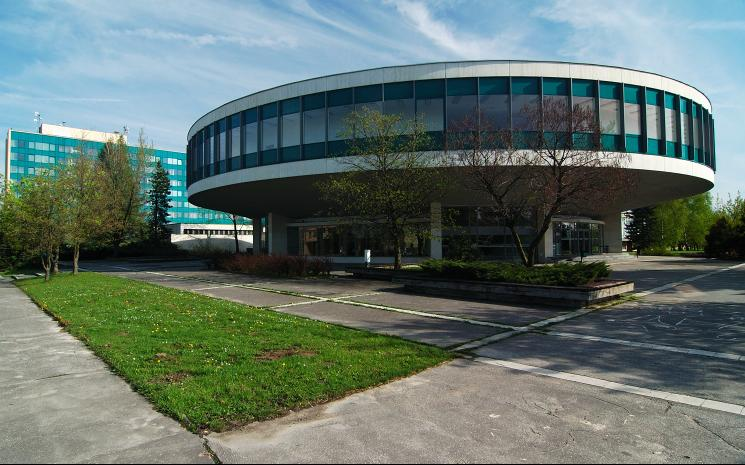
Kruhové posluchárny (autor Milena Vitoulová), v pozadí rektorát VŠB-TUO (2006)

Po osvobození Československa v roce 1945 obnovila VŠB v Příbrami svou činnost hned v květnu, ale na základě dekretu prezidenta republiky Edvarda Beneše z 8. září 1945 byla přeložena z Příbrami do Ostravy. Výuka zimního semestru studijního roku 1945/1946 byla v Ostravě zahájena v listopadu 1945. Další vývoj VŠB v Ostravě, stejně jako celého československého vysokého školství, byl ovlivněn vydáním nového zákona o vysokých školách v roce 1950. Nový zákon představoval zásadní změnu dosavadní struktury vysokoškolského vzdělávacího systému. Ve svém důsledku podřídil vysoké školy státnímu dohledu a fakticky zrušil akademické svobody. Nová zákonná úprava z roku 1950 změnila zásadním způsobem také vnitřní strukturu VŠB v Ostravě. Od studijního roku 1951/1952 byly zřízeny fakulty hornická a hutnická. Přičleněním Vysoké školy strojní v Brušperku vznikla na VŠB Fakulta báňského strojnictví (od roku 1968 Fakulta strojní). V roce 1953 byly zřízeny ještě další dvě fakulty, a to Fakulta ekonomicko-inženýrská (zrušena v roce 1959) a Fakulta geologická (roku 1959 sloučena s Fakultou hornickou). Od padesátých let 20. století postupně docházelo ke vzniku nových studijních oborů a specializací, v reakci na požadavky průmyslové praxe vyvolané výrazným rozvojem nejen v tradičních báňských disciplínách, ale rovněž v oblasti strojních oborů a elektrotechniky. Významným momentem ve vývoji školy bylo zahájení její činnosti v nově vybudovaném areálu v Ostravě-Porubě v roce 1973. VŠB v Ostravě se postupně přeměnila z klasické montánní školy na vysokou školu polytechnického charakteru, k čemuž napomáhal rozvoj disciplín a oborů, které ve stále vyšší míře využívaly výpočetní techniku. Rozvoj ekonomických oborů na VŠB v Ostravě vyústil v roce 1977 ve zřízení ekonomické fakulty. Téhož roku došlo současně k přejmenování Fakulty strojní na Fakultu strojní a elektrotechnickou. 

### Po roce 1989
Celospolečenské události v listopadu 1989 a následný politický vývoj znamenaly pro československé vysoké školství opětovný návrat k autonomii a akademickým svobodám. V první polovině devadesátých let 20. století prošla VŠB v Ostravě rozsáhlou transformací. Změna studijních oborů byla vyvolána restrukturalizací hutních odvětví a útlumovým programem v hornictví. Při zachování tradičních oborů, v nichž si VŠB v Ostravě po desetiletí udržovala výhradní postavení, bylo nutné zaměření na další obory využívající nové technologie a materiály. Fakulty tak v náplni jednotlivých studijních programů musely reagovat na aktuální potřeby pracovního trhu. Otevření hranic umožnilo navázání kontaktů a uzavření smluv se zahraničními univerzitami a výzkumnými pracovišti a zapojení školy do mezinárodních vědecko-výzkumných programů.

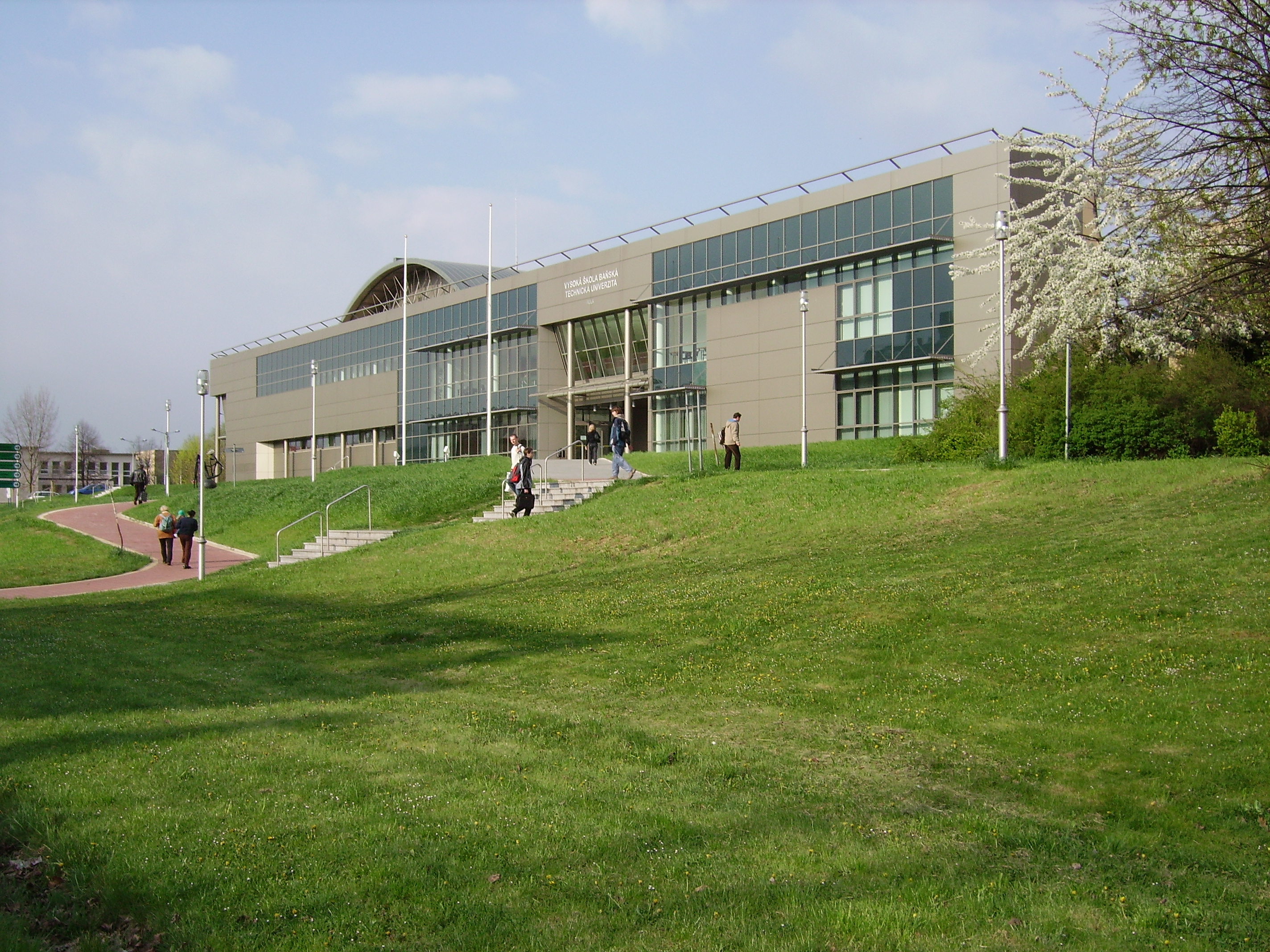
Nová aula VŠB-TUO (2007)

Změna tradičního názvu Hutnické fakulty na Fakultu metalurgie a materiálového inženýrství v roce 1991 souvisela s její novou koncepcí a zaměřením vědecko-pedagogické činnosti do oblasti materiálových věd. Ve stejném roce došlo k rozdělení Fakulty strojní a elektrotechnické na samostatnou fakultu strojní a elektrotechnickou (od roku 1993 Fakulta elektrotechniky a informatiky). V roce 1994 byl tradiční historický název školy doplněn na VŠB – Technická univerzita Ostrava. Dlouholetá tradice výuky oborů v oblasti stavitelství a geotechniky se stala základem pro zřízení samostatné Fakulty stavební v roce 1997. Více než třicetiletý rozvoj oboru technika požární ochrany a bezpečnost v průmyslu spolu s požadavky praxe na přípravu vysokoškolsky vzdělaných odborníků v oblasti bezpečnostního inženýrství zapříčinil vznik Fakulty bezpečnostního inženýrství v roce 2002. 
V roce 2006 byla otevřena Nová aula, čímž škola získala vlastní reprezentativní prostory pro pořádání slavnostních shromáždění, promocí, odborných konferencí a kulturních akcí. 

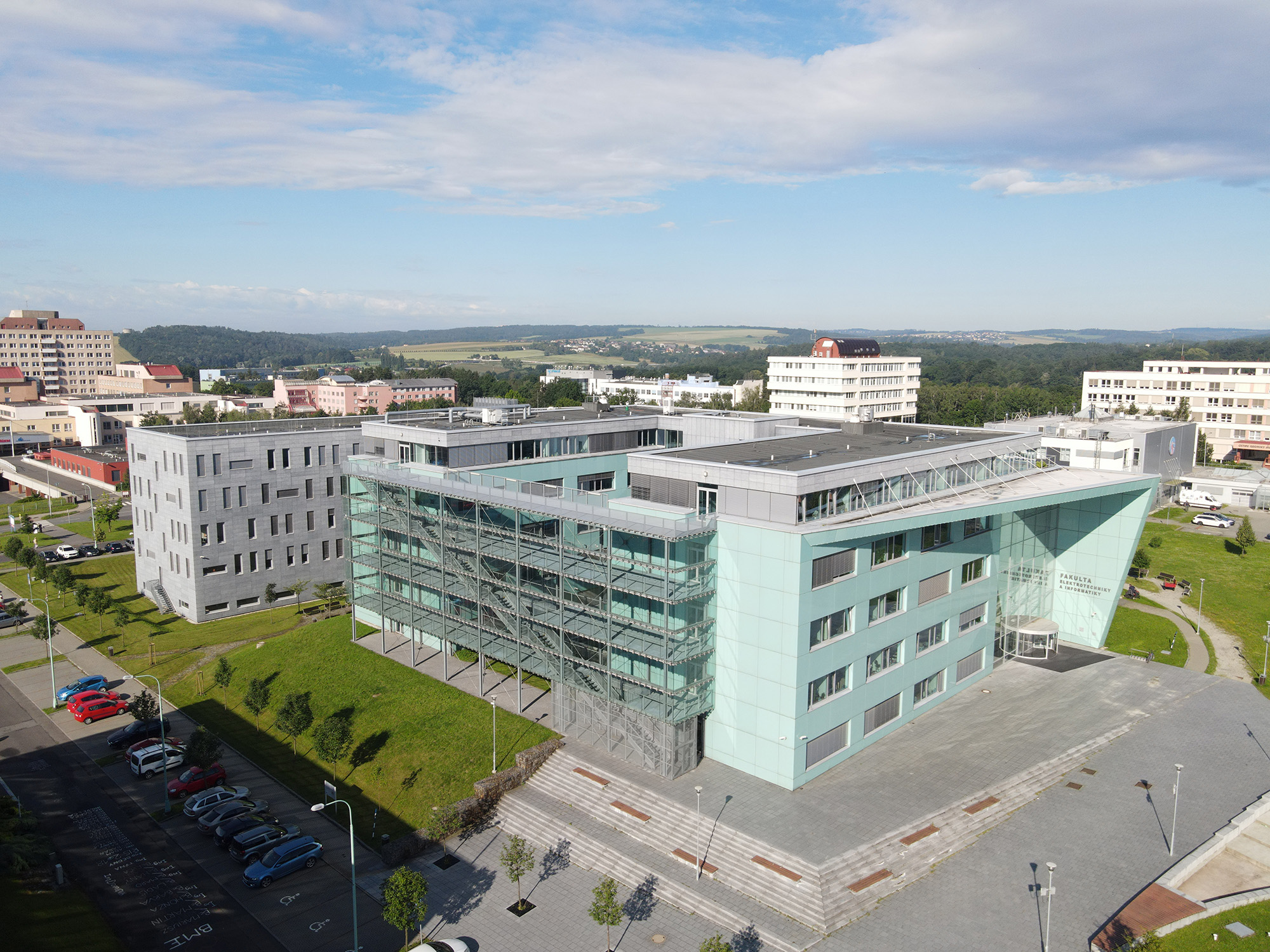
Fakulty elektrotechniky a informatiky (2020)

Vzrůstající zájem ze strany studentů o moderní technologie v oblasti informačních a telekomunikačních technologií společně s nedostatkem prostor pro kvalitní rozvoj výuky bezprostředně spojené s výzkumem vedl k výstavbě nové budovy Fakulty elektrotechniky a informatiky, jež byla otevřena v roce 2013. Od roku 2013 je zaměstnancům a studentům univerzity k dispozici univerzitní mateřská škola s kapacitou 60 dětí, která se nachází v samém srdci kampusu.
Se vznikem dalších odborných pracovišť bylo v rámci univerzitního kampusu v Ostravě-Porubě vybudováno kvalitní zázemí odpovídající jejich potřebám. Svou úspěšnou vědeckou činnost zde vyvíjí specializovaná pracoviště Výzkumné energetické centrum, Centrum nanotechnologií, Centrum ENET (Energetické jednotky pro využití netradičních zdrojů energie) a Institut environmentálních technologií, které dohromady tvoří vysokoškolský ústav Centrum energetických a environmentálních technologií. Na základě dlouholetých vědecko-výzkumných aktivit v oblasti informačních technologií vzniklo v roce 2015 Národní superpočítačové centrum IT4Innovations. Škola provozuje dva superpočítače: Barboru (zprovozněný na podzim 2019) a Karolinu (2021, tehdy nejvýkonnější superpočítač v ČR, v roce 2024 112. nejvýkonnější superpočítač na světě), a také specializovaný systém pro výpočty umělé inteligence NVIDIA DGX-2 (spuštěn na jaře 2019).
V roce 2021 byla v kampusu VŠB-TUO zahájena výstavba nové budovy Ekonomické fakulty a dále objektu Centra energetických a environmentálních technologií. V září 2024 byla budova otevřena a byl v ní zahájen nový akademický rok. Stará budova byla ve špatném technickém stavu a bude určena k prodeji v aukci.

## Vývoj názvu
- 1849 – Montánní učiliště v Příbrami
- 1865 – Báňská akademie v Příbrami
- 1904 – Vysoká škola báňská v Příbrami
- 1945 – Vysoká škola báňská v Ostravě
- 1995 – Vysoká škola báňská – Technická univerzita Ostrava

Současný název:
- Oficiální název: Vysoká škola báňská – Technická univerzita Ostrava
- Zkratka: VŠB – Technická univerzita Ostrava, VŠB-TUO

## Zaměření školy
VŠB-TUO směřuje mezi přední české a evropské univerzity nabízející technické, přírodovědné a ekonomické vzdělání, produkující aplikovaný i základní výzkum a zajišťující potřebný odborný poradenský, konzultační a expertizní servis průmyslu, bankovnímu i podnikatelskému sektoru včetně nabídky celoživotního vzdělání. Absolventi univerzity si najdou práci často již během studií, školu každý rok úspěšně absolvuje kolem 3000 studentů. Univerzita podporuje studentské aktivity – vlastní podnikání, studium v zahraničí či studentské organizace. VŠB – Technická univerzita Ostrava spolupracuje s řadou českých a zahraničních univerzit a také s firmami.

## Fakulty

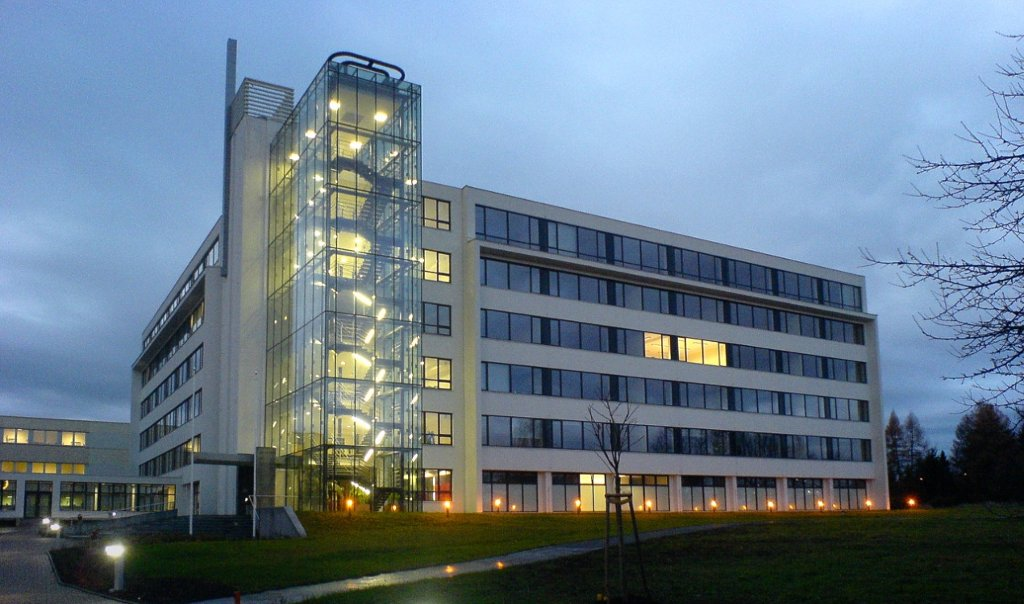
Pavilon velkých poslucháren Fakulty stavební (2009)

VŠB-TUO poskytuje vzdělání v rámci sedmi fakult (seřazeno podle roku založení):
- Hornicko-geologická fakulta (HGF): 1716
- Fakulta materiálově-technologická (FMT): 1849
- Fakulta strojní (FS): 1950
- Ekonomická fakulta (EKF): 1977
- Fakulta elektrotechniky a informatiky (FEI): 1991
- Fakulta stavební (FAST): 1997
- Fakulta bezpečnostního inženýrství (FBI): 2002

## Výzkum a vývoj
VŠB-TUO patří mezi přední vědecko-výzkumná pracoviště v České republice s výrazným dopadem na rozvoj a inovace v oblastech IT, energetiky, nových materiálů a environmentálního inženýrství. VŠB-TUO je důležitou součástí rozvoje a inovačních aktivit Moravskoslezského kraje i České republiky. Výsledky a hodnocení univerzity svědčí o kvalitě a síle odborného lidského kapitálu. 

### Strategické oblasti výzkumu
- Informační technologie
- Energetika
- Materiálové vědy
- Environmentální inženýrství

### Dílčí vědecko-výzkumné směry
- Inženýrství a technologie: elektrotechnika, strojní inženýrství, materiálové vědy a inženýrství, stavební inženýrství, bezpečnostní inženýrství, biomechanické a biomedicínské inženýrství, ochrana životního prostředí a brownfield management, chemické inženýrství, geologické inženýrství, geodézie a geoinformatika, automobilové a dopravní inženýrství, akustické inženýrství, nanotechnologie, aditivní technologie.
- Počítačové vědy a kyberneticko-fyzikální systémy: umělá inteligence, strojové učení, počítačové vidění a zpracování obrazu, softwarové a procesní inženýrství, vysoce výkonné počítání, vysoce výkonná analýza dat, výpočetní a aplikovaná matematika, průmysl 4.0, robotika.
- Energetika a suroviny: energie z obnovitelných zdrojů, akumulace energie, vysokokapacitní systémy pro ukládání energie, řízení energie s využitím metod umělé inteligence, energetická diagnostika, elektromobilita, zpracování energetických surovin.
- Ekonomické a finanční procesy: ekonomika, finance, manažerská věda, obchodní správa.

Základní i aplikovaný výzkum na špičkové úrovni se provádí na sedmi fakultách a ve dvou výzkumných centrech: 
- IT4Innovations národní superpočítačové centrum
- Centrum energetických a environmentálních technologií

Ta se zabývají nejen realizací výzkumných a vývojových aktivit v oblasti základního a aplikovaného výzkumu, ale také následnou komercializací jejich výsledků. VŠB – Technická univerzita Ostrava podporuje vznik nových technologií a inovačních strategií.  

## Osobnosti a rektoři
| Jméno (narození – úmrtí)                                  | Nástup do úřadu        | Opuštění úřadu |
| --------------------------------------------------------- | ---------------------- | -------------- |
| prof. Dr. mont. Ing. František Čechura, DrSc. (1887–1974) | 1945                   | 1949           |
| prof. RNDr. Rudolf Rost (1912–1999)                       | 1949 (pověřen vedením) | 1950           |
| prof. Dr. techn. Ing. Vladimír Mydlarčík (1911–1974)      | 1950                   | 1955           |
| prof. Ing. Bohumil Kaňkovský (1904–1959)                  | 1955                   | 1959           |
| prof. RNDr. Teofil Chlebovský (1917–1973)                 | 1959                   | 1963           |
| prof. RNDr. Bohuslav Růžička, CSc. (1921–1978)            | 1963                   | 1969           |
| prof. RNDr. Oldřich Hajkr, DrSc., dr.h.c. (1919–1991)     | 1969                   | 1985           |
| prof. Ing. Vladimír Mynář, DrSc. (* 1929)                 | 1985                   | 1990           |
| prof. Ing. Tomáš Čermák, CSc., dr.h.c. (* 1943)           | 1990 2003              | 1997 2010      |
| prof. Ing. Václav Roubíček, CSc., dr.h.c. (1944–2010)     | 1997                   | 2003           |
| prof. Ing. Ivo Vondrák, CSc. (* 1959)                     | 2010                   | 2017           |
| prof. RNDr. Václav Snášel, CSc. (* 1957)                  | 2017                   | dosud          |

## Významní absolventi
- Karel Heyrowský (1802–1863), profesor těžby, těžních zařízení a důlního měření 1849–1863
- Josef Theurer (1862–1928), profesor matematiky a fyziky 1895–1926, rektor Vysoké školy báňské v Příbrami
- František Mařík (1884–1966), profesor větracích zařízení
- Bohuslav Stočes (1890–1969), profesor geologie, rektor ve 30. letech, známý v Česku i zahraničí
- František Čechura (1887–1974), profesor důlního měření, rektor v letech 1945–1950
- Alois Říman (1896–1966), zakladatel důlního plánování
- Richard Doležal (1921–2005), profesor důlního procesního inženýrství
- Karel Mazanec (1925–2009), vysokoškolský pedagog, odborník v oboru nauky o kovech
- Petr Šnapka (* 1943), profesor ekonomie a managementu
- Jan Světlík (* 1958), podnikatel, mecenáš, vlastník společnosti Cylinders Holding
- Daniel Beneš (* 1970), manažer, generální ředitel a předseda představenstva ČEZ
- Michaela Žvaková (* 1979), manažerka, generální ředitelka a předsedkyně představenstva WITKOWITZ
- Evžen Tošenovský (* 1956), europoslanec, bývalý primátor Ostravy a hejtman Moravskoslezského kraje

### Další významné osobnosti
- Radomil Kittrich (1921–1993)
- František Pošepný (1836–1895)
- Radovan Krejčíř (* 1968)
- Zdeněk Chlopčík (* 1957)
- Radek Starý (*1992)

## Další informace
- Art & Science – unikátní festival (spojení vědy a techniky) každoročně pořádaný univerzitou.
- Nová aula